# 朱鼎耀
朱鼎耀，中华人民共和国政治人物、深圳市政协委员、香港商人。並為全國政協委員、香港商人、香港駿豪集團董事局主席朱鼎健弟。

## 生平
朱鼎耀有加拿大多倫多大學經濟學學士學位，父親朱樹豪離世後，和其兄朱鼎健、妹朱嘉盈共同打理觀瀾湖集團，朱鼎耀擔任香港骏豪集团、觀瀾湖集團副主席兼若干觀瀾湖集團關聯公司董事。